# Mario & Sonic at the Sochi 2014 Olympic Winter Games
Mario & Sonic at the Sochi 2014 Olympic Winter Games (яп. マリオ＆ソニックATソチオリンピック Марио андо Соникку атто Соти Оримпикку, «Марио и Соник на Сочинской Олимпиаде») — компьютерная игра в жанре спортивного симулятора, разработанная для консоли Wii U и посвящённая зимним Олимпийским играм 2014 года. Четвёртая игра серии Mario & Sonic, и первая игра серии Sonic the Hedgehog, официально переведённая на русский язык.
Игра представляет собой сборник различных состязаний. Игрок может выбрать любого персонажа из серии Sonic the Hedgehog и Mario. Впервые в серии также представлен онлайн-мультиплеер, где можно соревноваться с игроками по всему миру в четырёх видах спорта.
Новая часть серии Mario & Sonic была создана по соглашению между Sega и Nintendo, и была анонсирована в мае 2013 года. Согласно условиям договора, Nintendo взяла на себя функции издателя игры во всём мире, за исключением Японии. В отличие от Mario & Sonic at the London 2012 Olympic Games, версия для портативной консоли Nintendo 3DS создана не была. После выхода проект получил смешанные отзывы от критиков. Главным недостатком критики посчитали неудобное управление персонажами во время спортивных состязаний и отсутствие значительных нововведений. Из достоинств критики выделили мультиплеер и онлайн-функции.

## Игровой процесс
Действие Mario & Sonic at the Sochi 2014 Olympic Winter Games происходит на зимних Олимпийских играх 2014 года в Сочи. Игрокам предоставлены персонажи серий Mario от Nintendo и Sonic the Hedgehog от Sega. Персонажи делятся на четыре типа: универсальных (англ. all-around), опытных (англ. skill), сильных (англ. power) и быстрых (англ. speed). Сама игра представляет собой сборник различных спортивных состязаний. Помимо таких видов спорта как фигурное катание, лыжи, сноубординг, бобслей и кёрлинг, которые уже появлялись в Mario & Sonic at the Olympic Winter Games, в игру были добавлены новые спортивные дисциплины, такие как парное фигурное катание и слоупстайл в сноуборде. Управление зависит от выбранного вида спорта: в одних игрок должен использовать Wii Remote MotionPlus, в других — геймпад Wii U, а в некоторых, например в биатлоне, совмещать оба метода управления. Как и в предыдущих играх серии Mario & Sonic, в игре присутствуют так называемые «Dream Events» — разновидности спортивных состязаний, действие которых разворачиваются в мирах Марио и Соника. В Mario & Sonic at the Sochi 2014 Olympic Winter Games также вошло новое состязание, объединяющее несколько видов спорта. В общей сложности в игре насчитывается 24 спортивных дисциплины: 16 обычных и 8 «вымышленных».
Одним из нововведений, не встречавшемся в предыдущих играх серии Mario & Sonic, является онлайн-режим, позволяющий игрокам со всего мира соревноваться друг с другом в одном из четырёх видов спорта. За призовое место дают медаль, и за неё, стране за которую выступает игрок, начисляются очки. Все результаты затем суммируются в общемировом рейтинге.

## Разработка и выход игры
Mario & Sonic at the Sochi 2014 Olympic Winter Games была анонсирована 17 мая 2013 года на онлайн-презентации Nintendo Direct. Игра была представлена главой компании Nintendo Сатору Иватой. В соответствии с соглашением, заключённом между компаниями Sega и Nintendo, Mario & Sonic at the Sochi 2014 Olympic Winter Games стала одной из трёх игр серии Sonic the Hedgehog, которые должны будут выпущены эксклюзивно на консоли от Nintendo (наряду с Sonic Lost World и неанонсированной на тот момент Sonic Boom: Rise of Lyric/Shattered Crystal).
Выход игры состоялся 8 ноября 2013 года в Европе, 15 ноября в США и 5 декабря в Японии. Игра распространялась как на физических носителях, так и в цифровом виде, посредством Nintendo eShop. Кроме обычной версии, также было выпущено специальное издание, которое помимо игры включало в себя контроллер Wii Remote Plus голубого цвета.
В феврале 2014 года в Великобритании Mario & Sonic at the Sochi 2014 Olympic Winter Games была издана в составе бандла, в который также вошли премиум-версия консоли Wii U, контроллер Wii Remote Plus, оформленный в стиле Марио, и игра Nintendo Land.

## Оценки и мнения
| Сводный рейтинг       | Сводный рейтинг |
| Агрегатор             | Оценка          |
| --------------------- | --------------- |
| GameRankings          | 54,95 %         |
| Metacritic            | 55/100          |
| Иноязычные издания    |                 |
| Издание               | Оценка          |
| Destructoid           | 6/10            |
| GameSpot              | 5/10            |
| GamesRadar+           | [ 16 ]          |
| GameTrailers          | 5,5/10          |
| IGN                   | 4,5/10          |
| Nintendo World Report | 7/10            |
| Polygon               | 6/10            |

Игра получила противоречивые отзывы от критиков. По данным сайта GameRankings, средняя оценка проекта составляет 54,95 %. Схожая статистика и у Metacritic — 55 баллов из 100 возможных. Обозревателям не понравилось визуальное оформление симулятора и отсутствие значительных нововведений, но рецензенты хвалили игру за мультиплеер и интернет-функции.
Кайл Макгрегор из Destructoid писал, что у дизайнеров есть умные мысли и задумки, но когда дело доходит до реализации, кроссовер становиться неинтересным и ничем не удивляет. Он похвалил разработчиков за поддержку геймпада Wii U. В качестве примеров он приводил прохождение бобслейных трасс и выполнение трюков на сноуборде. Однако для прохождения некоторых спортивных состязаниях (особенно на биатлоне) критик советует игрокам пользоваться Wii Remote, установка которого осложняется многочисленными ненужными подсказками. Мультиплеер Макгрегор назвал «практичным». Из этого режима критику понравились такие состязания, как кёрлинг и хоккей, которые можно проходить вместе со своими друзьями.
Критик из GamesRadar из плюсов отметил наличие вымышленных видов спорта, которые интересно проходить. Но настоящие спортивные состязания Хайди Кемпс подвергла критике. Ей не понравились многочисленные подсказки по правильному подключению контроллера, и не понимала, почему в хоккее компьютер быстро меняет управляемого игроком персонажа на другого, и для чего при прохождении фигурного катания нужно держать Wii Remote вертикально. В многопользовательской игре Кемпс хотела также видеть сюжетную линию, чтобы показать соперничество двух команд из серий Mario и Sonic the Hedgehog. Подводя итог, критик обратила внимание, что Mario & Sonic at the Sochi 2014 Olympic Winter Games понравится больше всего семьям, и может соперничать с другими спортивными играми.
Мартин Гастон, представитель сайта GameSpot, называл выход симулятора началом упадка серии Mario & Sonic. Ему не понравились многочисленные виды спорта, представленные в игре: прыжки с трамплина и конькобежный спорт проходить скучно, а играть в снежки неудобно из-за плохого управления. Хотя критик остался недовольным работой геймпада Wii U, но похвалил разработчиков за поддержку в игре аксессуаров для Wii, хотя ими, по его словам, также управлять не легко.
Обозревателю из IGN понравились многочисленные бонусы и секреты, которые прячутся в игре: музыка, многочисленные костюмы для Mii, и даже ремейки старых уровней из обеих франшиз. Мультиплеер был раскритикован за небольшое количество мини-игр, но прекрасная работа по сети компенсировала данный недостаток. Как и других обозревателей, Скотта Томпсона разочаровало управление персонажами. Он рекомендовал разработчикам создать патч, исправляющий этот недостаток. В конце обзора критик назвал Mario & Sonic at the Sochi 2014 Olympic Winter Games, несмотря на все плюсы и минусы, «непредсказуемой».